# Coupe de Tunisie masculine de handball 2012-2013
Navigation
Coupe de Tunisie 2011-2012 Coupe de Tunisie 2013-2014
La coupe de Tunisie 2012-2013 est la 57e édition de la coupe de Tunisie masculine de handball, compétition à élimination directe mettant aux prises des clubs de handball amateurs et professionnels affiliés à la Fédération tunisienne de handball.
Le tenant du titre est l'Association sportive d'Hammamet, vainqueur la saison précédente de l'Étoile sportive du Sahel.

## Résultats

### 1ertour
| Date         | Équipe à domicile                            | Équipe à l'extérieur            | Score        |
| ------------ | -------------------------------------------- | ------------------------------- | ------------ |
| 24 nov. 2012 | Jendouba Sports                              | Espoir sportif de Hammam Sousse | ?-?          |
| 24 nov. 2012 | Flèche sportive de Ras Jebel                 | Club sportif de Sakiet Ezzit    | 23-33        |
| 24 nov. 2012 | Jeunesse sportive d'El Maâmoura              | El Menzah Sport                 | 32-31 (a.p.) |
| 24 nov. 2012 | Stade nabeulien                              | Club de handball de Sidi Bouzid | 41-31        |
| 24 nov. 2012 | Association sportive des PTT                 | Club de handball de Jemmal      | 21-32        |
| 24 nov. 2012 | Association sportive de handball de l'Ariana | Flèche sportive de Menzel Horr  | 37-18        |
| 24 nov. 2012 | Croissant sportif de M'saken                 | Ezzahra Sports                  | 25-30        |

### 2etour
| Date          | Équipe à domicile                            | Équipe à l'extérieur            | Score   |
| ------------- | -------------------------------------------- | ------------------------------- | ------- |
| ?             | Espoir sportif de Hammam Sousse              | Club athlétique bizertin        | ?-?     |
| 19 janv. 2013 | Club olympique de Médenine                   | Stade tunisien                  | Forfait |
| 19 janv. 2013 | Stade zaghouanais                            | Jeunesse sportive d'El Maâmoura | 29-18   |
| 19 janv. 2013 | Ezzahra Sports                               | Club sportif hilalien           | 32-28   |
| 19 janv. 2013 | Sporting Club de Ben Arous                   | Club sportif de Sakiet Ezzit    | 28-18   |
| 19 janv. 2013 | Club sportif de Hiboun                       | Club de handball de Jemmal      | 26-29   |
| 19 janv. 2013 | Stade nabeulien                              | Jeunesse sportive kairouanaise  | 29-36   |
| 19 janv. 2013 | Association sportive de handball de l'Ariana | Handball Club de Tébourba       | 30-24   |

### Seizièmes de finale
| Date          | Équipe à domicile                            | Équipe à l'extérieur           | Score |
| ------------- | -------------------------------------------- | ------------------------------ | ----- |
| 23 févr. 2013 | Club olympique de Médenine                   | Ezzahra Sports                 | ?-?   |
| 23 févr. 2013 | Club athlétique bizertin                     | Sporting Club de Ben Arous     | ?-?   |
| 23 févr. 2013 | Stade zaghouanais                            | Jeunesse sportive kairouanaise | 28-27 |
| 23 févr. 2013 | Association sportive de handball de l'Ariana | Club de handball de Jemmal     | 22-24 |

### Huitièmes de finale
Les quatre vainqueurs des seizièmes de finale rejoignent les douze clubs de la division nationale pour jouer les huitièmes de finale.
| Date         | Équipe à domicile               | Équipe à l'extérieur        | Score   |
| ------------ | ------------------------------- | --------------------------- | ------- |
| 30 mars 2013 | Union sportive sayadie          | Union sportive témimienne   | Forfait |
| 30 mars 2013 | El Makarem de Mahdia            | Club athlétique bizertin    | 31-30   |
| 30 mars 2013 | Sporting Club de Moknine        | Stade zaghouanais           | 27-26   |
| 30 mars 2013 | Club africain                   | Union sportive de Gremda    | 36-13   |
| 30 mars 2013 | Étoile sportive du Sahel        | Club de handball de Jemmal  | 29-20   |
| 30 mars 2013 | Association sportive d'Hammamet | Espérance sportive de Tunis | 19-32   |
| 30 mars 2013 | Jeunesse sportive de Chihia     | Ezzahra Sports              | 29-26   |
| 30 mars 2013 | El Baath sportif de Béni Khiar  | Aigle sportif de Téboulba   | 17-28   |

### Quarts de finale
| Date          | Équipe à domicile           | Équipe à l'extérieur      | Score |
| ------------- | --------------------------- | ------------------------- | ----- |
| 13 avril 2013 | Union sportive sayadie      | Club africain             | 26-38 |
| 13 avril 2013 | Jeunesse sportive de Chihia | Aigle sportif de Téboulba | 31-27 |
| 13 avril 2013 | Espérance sportive de Tunis | El Makarem de Mahdia      | 41-28 |
| 1er mai 2013  | Étoile sportive du Sahel    | Sporting Club de Moknine  | 28-20 |

### Demi-finales
| Date        | Équipe à domicile           | Équipe à l'extérieur        | Score        |
| ----------- | --------------------------- | --------------------------- | ------------ |
| 18 mai 2013 | Espérance sportive de Tunis | Club africain               | 25-21 (a.p.) |
| 18 mai 2013 | Étoile sportive du Sahel    | Jeunesse sportive de Chihia | 22-17        |

## Finale
| Date          | Équipe à domicile           | Équipe à l'extérieur     | Score |
| ------------- | --------------------------- | ------------------------ | ----- |
| 1er juin 2013 | Espérance sportive de Tunis | Étoile sportive du Sahel | 27-26 |